# Michaił Drożżyn
Michaił Iwanowicz Drożżyn (ros. Михаил Иванович Дрожжин,ur. 1901 we wsi Mieczikowo w guberni moskiewskiej, zm. ?) – radziecki działacz partyjny.

## Życiorys
Od 1926 należał do WKP(b), 1936 został sekretarzem komitetu KP(b)U warsztatu fabrycznego, potem II sekretarzem Komitetu Miejskiego KP(b)U w Woroszyłowgradzie (obecnie Ługańsk), a 1938-1940 był I sekretarzem Komitetu Miejskiego KP(b)U w Kramatorsku. Od 18 czerwca 1938 do 25 stycznia 1949 był członkiem Komisji Rewizyjnej KP(b)U, 1941 III sekretarzem Komitetu Obwodowego KP(b)U w Stalino (obecnie Donieck), a 1941-1943 członkiem Rady Wojennej. Od czerwca 1943 do 16 lutego 1944 był I sekretarzem Komitetu Obwodowego KP(b)U w Stalino, a od maja 1944 do marca 1948 II sekretarzem Komitetu Obwodowego KP(b)U w Czernihowie.